# Everybody Has Their Reasons
Everybody Has Their Reasons es el sexto episodio de la quinta temporada y cuadragésimo octavo episodio a lo largo de la serie de drama y ciencia ficción de TNT Falling Skies. Fue escrito por Ryan Mottesheard y dirigido por Matt Earl Beesley. Fue estrenado el 2 de agosto de 2015 en Estados Unidos.
La 2nd Mass llega a una base militar funcional dirigida por un viejo amor de Weaver. Los dos grupos hacen planes para el asalto final con los Espheni.

## Argumento
Tom, Hal y Weaver encuentran una base militar activa cercana a la refinería y Weaver descubre que Katie Marshall, un antiguo amor es quien está al mando. La 2nd Mass se muda a la base mientras Cochise y Dingaan permanecen en la refinería estudiando el dispositivo Espheni. El teniente Wolf advierte a Hal que Marshall ha estado distinta desde que fue emboscada semanas atrás durante un rondín. Mientras tanto, Ben es capturado y torturado bajo la sospecha de estar enviando información a los Supremos. Hal y Tom también son hechos prisioneros después de que Marshall se entera de que alguna vez estuvieron bajo el control de los Espheni y Weaver envía a Matt a la refinería en busca de ayuda. Por otra parte, Maggie e Isabella se ven obligadas a trabajar juntas para protegerse y Tom, Hal y Ben son puestos bajo juicio marcial, donde Marshall los declara culpables y los condena a muerte. Finalmente, un Supremo observa a lo lejos los acontecimientos en la base militar.

## Elenco
| - Noah Wyle como Tom Mason. - Moon Bloodgood como Anne Glass. - Drew Roy como Hal Mason. - Connor Jessup como Ben Mason. - Maxim Knight como Matt Mason. - Colin Cunningham como John Pope. - Sarah Sanguin Carter como Maggie. - Mpho Koahu como Anthony. - Doug Jones como Cochise. - Will Patton como Daniel Weaver. | - Todd Weeks como Marty. - Daren A. Herbert como el teniente Damarcus Wolf. - Bob Frazer como el teniente Shelton. - Matt Bellefleur como el sargento Zak Kagel. - Lane Edwards como el sargento Trevor Huston. - Harrison MacDonald como el soldado Grey. - Jason McKinnon como el teniente Emmett. - Melora Hardin como Katie Marshall. - Treva Etienne como Dingaan Botha. - Catalina Sandino Moreno como Isabella. |

## Recepción

### Recepción de la crítica
Chris Carabott de IGN calificó al episodio como grandioso y le otorgó una puntuación de 8.2 sobre 10, comentando: "Everybody Has Their Reasons entregó una buena tensión dramática para Dan Weaver. El desafío de Tom al tribunal de la capitán Marshall fue entretenido y satisfactorio. Es bueno ver que el triángulo amoroso comienza a resolverse también".

### Recepción del público
En Estados Unidos, Everybody Has Their Reasons fue visto por 1.98 millones de espectadores, recibiendo 0.4 millones de espectadores entre los 18 y 49 años, de acuerdo con Nielsen Media Research.